# غرفة واحدة لا تكفي
غرفة واحدة لا تكفي رواية للروائي الإماراتي سلطان العميمي. صدرت الرواية لأوّل مرة عام 2016 عن منشورات ضفاف في بيروت، بالاشتراك مع منشورات الاختلاف في الجزائر العاصمة. ودخلت في القائمة الطويلة للجائزة العالمية للرواية العربية لعام 2017، المعروفة باسم «جائزة بوكر العربية».

## حول الرواية
يروي الكاتب الإماراتي «سلطان العميمي» في هذه الرواية حكاية عن شخص (بطل الرواية) يستيقظ ذات صباح ليجد نفسه وحيدًا في غرفة مجهولة، لا يعرف كيف جاء/وصل إليها ولا يوجد فيها أي منفذ للهرب منها، ومن خلال ثقب باب الغرفة، يكتشف أن غرفته ملاصقة لغرفة شخص آخر يعيش حياة طبيعية، وكان هذا الأخير توأمه في الشبه، في شكله وتصرفاته وهواياته، لكنه اكتشف أنه لا يمكنه التواصل معه. ثم يجد بطل الرواية في غرفته كتاب بعنوان «خيارات وحيدة» ومكتوب اسمه فيه مؤلفا له، ولا يضم سوى مقدمة غريبة في أوله، في حين بقية صفحات الكتاب بيضاء، كما يعثر في جيب ثوبه على قلم أحمر، ليبدأ على إثرها محاولة الهروب من عزلته بكتابة سيرة أسرته ذات الأحداث الدراماتيكية في الصفحات البيضاء، في حين يخصّص النصف الثاني من الكتاب لتدوين مذكراته في الغرفة ومشاهداته التلصصية على شبيهه وجاره في الغرفة المجاورة، من خلال ثقب الباب.